# Кандавалай (підрозділ окружного секретаріату)
Підрозділ окружного секретаріату Кандавалай — підрозділ окружного секретаріату округу Кіліноччі, Північна провінція, Шрі-Ланка. Складається з 16 Грама Ніладхарі.